# تشيس رايس
تشيس رايس (بالإنجليزية: Chase Rice)‏ هو مغن مؤلف ومغني أمريكي، ولد في 19 سبتمبر 1986 في آشفيل في الولايات المتحدة.

## وصلات خارجية
- تشيس رايس على موقع IMDb (الإنجليزية)
- تشيس رايس على موقع ميوزك برينز (الإنجليزية)
- تشيس رايس على موقع أول ميوزيك (الإنجليزية)
- تشيس رايس على موقع ديسكوغز (الإنجليزية)